# 裏街 (1941年の映画)
『裏街』（Back Street）は1941年のアメリカ合衆国の映画。ファニー・ハーストの小説を原作とした作品で、1932年公開の映画（『裏町』）に続く2度目の映画化である。監督はロバート・スティーヴンソン。出演はシャルル・ボワイエやマーガレット・サラヴァンなど。

## キャスト
※括弧内は日本語吹替（初回放送1990年1月4日 日本テレビ『新春映画劇場』）
- ウォルター：シャルル・ボワイエ（安原義人）
- レイ：マーガレット・サラヴァン（島本須美）
- カート：リチャード・カールソン（牛山茂）
- エド：フランク・マクヒュー（藤本譲）
- リチャード：ティム・ホルト（辻谷耕史）
- ハリー：フランク・ジェンクス（仲木隆司）
- スミス夫人：エスター・デイル
- フェリックス：サミュエル・S・ハインド（北村弘一）
  - その他声の出演：有本欽隆、清川元夢、亀井三郎、藤城裕士、石森達幸、磯辺万沙子、三石琴乃

## スタッフ
- 監督：ロバート・スティーヴンソン
- 製作：ブルース・マニング
- 原作：ファニー・ハースト
- 脚本：ブルース・マニング、フェリックス・ジャクソン
- 撮影：ウィリアム・H・ダニエルズ
- 音楽：フランク・スキナー